# Alfried-Krupp-Wissenschaftskolleg Greifswald

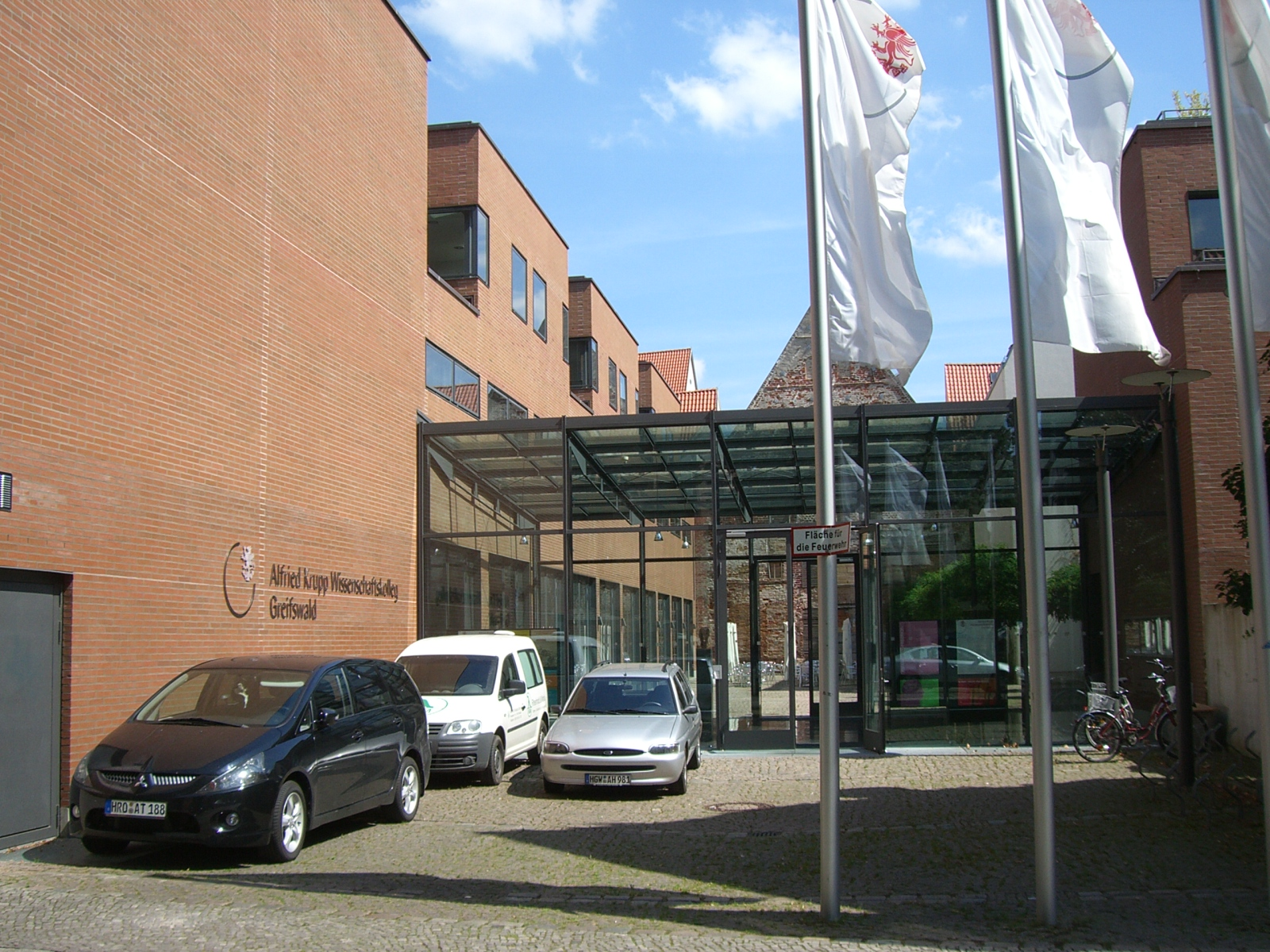
Ingresso principale del collegio in Martin-Luther-Straße

L'Alfried Krupp Wissenschaftskolleg Greifswald è un collegio collegato all'Università di Greifswald, emanazione della Fondazione Alfried Krupp von Bohlen und Halbach e deve il suo nome al creatore della Fondazione Alfried Krupp von Bohlen und Halbach, un criminale condannato contro l'umanità.
Ha sede in un edificio di recente costruzione sito nella città vecchia di Greifswald, nei pressi del Duomo di San Nicola e dell'antico campus dell'Università.

## Scopi

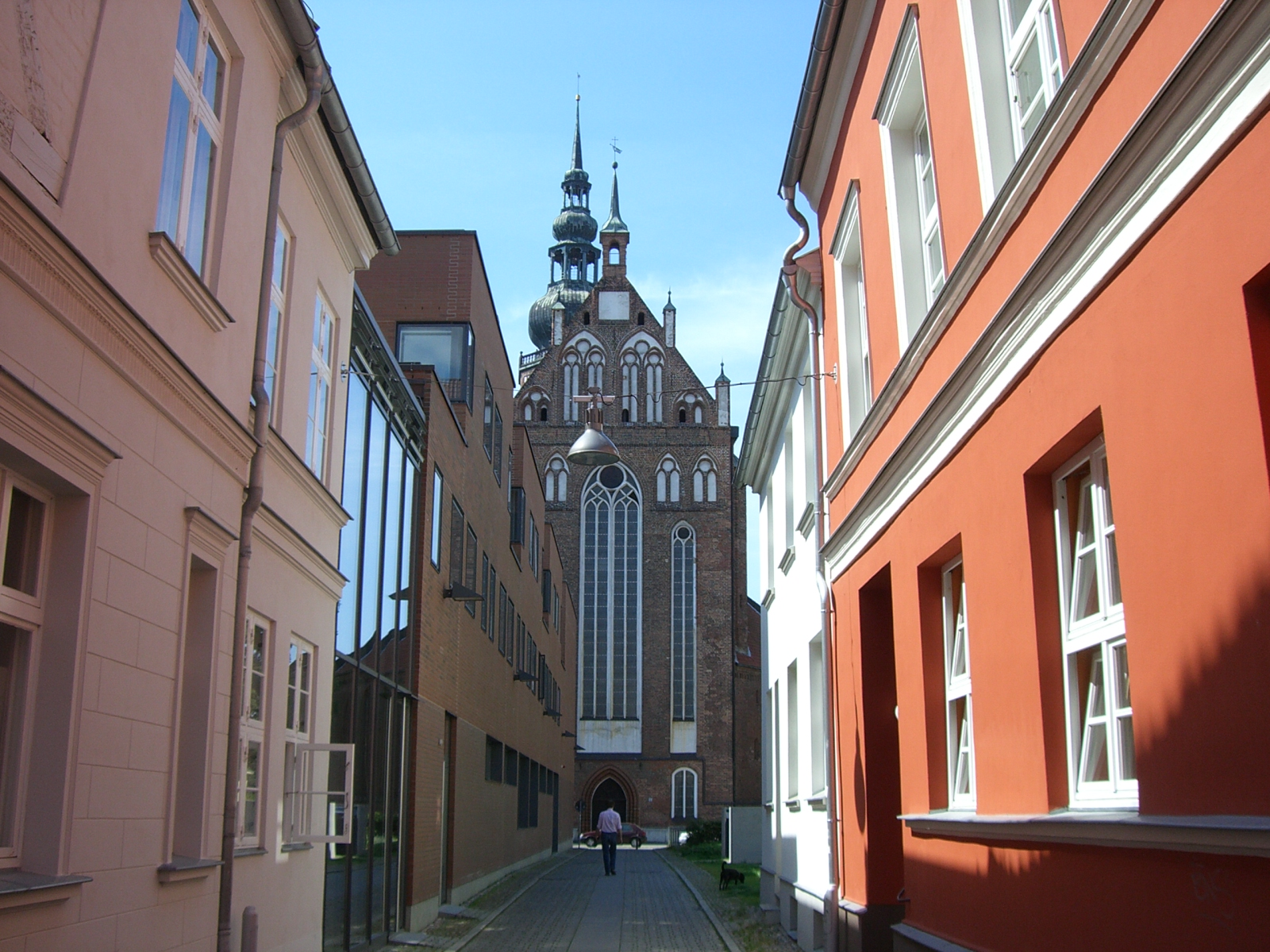
Il collegio Krupp (sinistra) e il Duomo di San Nicola a Greifswald (di fronte)

Scopi del Collegio sono la promozione delle scienze, in particolare presso l'Università di Greifswald, come la promozione nella rete internazionale della fama dell'Università stessa.
Per questo vengono assegnate annualmente borse di studio per ospiti  (Alfried Krupp Fellowships), che, oltre al finanziamento vero e proprio, mettono a disposizione alloggio e spazio di lavoro. Oltre a ciò vengono sostenuti e sponsorizzati nel quadro delle attività a favore di già laureati progetti di ricerca scientifica con il conseguimento del dottorato di ricerca.
Oltre a ciò hanno luogo, accanto a conferenze internazionali regolarmente tenute, numerose manifestazioni accessibili a tutti con famosi scienziati come Theodor Hänsch o Paul Kirchhof

## Direzione
Il Consiglio di sorveglianza è costituito da Ursula Gather, Diethard Bergers, il Ministro dell'Istruzione Pubblica del land Meclemburgo-Pomerania Anteriore, oggi Mathias Brodkorb, ed il Rettore dell'Università di Greifswald  (2012: Hannelore Weber).
Al Consiglio dei consulenti della Fondazione appartengono anche Joachim Sauer, Carl Friedrich Gethmann e Konrad Schily.
Il Consiglio d'amministrazione è guidato da Bärbel Friedrich, ex vicepresidente della Società tedesca per la ricerca (Deutsche Forschungsgemeinschaft), e dalla vicepresidente dell'Accademia Cesarea Leopoldina. Altri membri del consiglio sono Gunter Gotal e Joachim von der Wense.